# Кристоф Фердинанд I фон Дегенфелд
Кристоф Фердинанд I фон Дегенфелд (на немски: Christoph Ferdinand I. von Degenfeld; * 11 август 1699; † 27 септември 1766 в Ерщет, днес в Зинсхайм) е фрайхер, благородник от род Дегенфелд, собственик във Вайбщат, Унтербигелхоф и Ерщет, от 1760 г. също и в дворец Нойхауз и Ойленхоф.
Той е третият син на Фердинанд Фридрих I фон Дегенфелд (1661 – 1717) и съпругата му Мария Филипина Доротея фон Хелмщат († ок. 1706). Внук е на Йохан Кристоф II фон Дегенфелд († 1680) и Вероника Бенигна фон Дахенхаузен. Правнук е на Кристоф Якоб фон Дегенфелд († 1646) и първата му съпруга Анна Маргарета фон Хелмщат († 1631).
По-големият му брат Карл Готфрид (1690 – 1727) получава като наследник земите в Курпфалц, които баща им получава от собствеността на съпругата му. Кристоф Фердинанд е при смъртта на баща му още малолетен и получава едва при пълнолетието си останалите земи на баща му, вормзската половина от Ерщедт и земите във Вайбщат и Унтербигелхоф.
Чрез подялбата на наследството собствеността на фамилията в Дегенфелд-Нойхауз е разделена на пет части, заедно с трите сина на чичо му Кристоф Фридрих I фон Дегенфелд (1655/1660 – 1705). Те имат непрекъснато конфликти. През 1760 г. Кристоф Фердинанд наследява останалите части от Дегенфелд-Нойхауз. Конфликтите за наследството обаче продължават до 1766 г. и са разрешени през 1774 г.

## Фамилия
Кристоф Фердинанд I фон Дегенфелд се жени на 13 февруари 1722 г. в Ойленхоф за Клара Юлиана фон Геминген-Видерн (1699/1700 – 1766), дъщеря на Йохан Райнхард фон Геминген-Видерн (1648 – 1713) и втората му съпруга фрайин Кристина фон Бетендорф (1663 – 1704). Те имат четири сина и шест дъщери:

- Райнхард Филип Фридрих (1722 – 1784), женен I. 1750 г. за Йохана София Юлиана Кристиана фон Геминген-Видерн (1725 – 1766), II. за Шарлота Вилхелмина фон Геминген-Видерн (1733 – 1790)
- Мария София Юлиана Кристиана (* 1724), омъжена за Карл Леберехт фон Проек
- Вилхелмина Фридерика (1725 – сл. 1767), омъжена за Лудвиг Фридрих фон Щайн
- Мария Филипина (1726 – 1800)
- Фердинанд Фридрих II (1728 – 1736)
- Мария Августа Луиза (1729 – 1805)
- Фридерика Хелена (1732 – 1805)
- Мария София Кристиана (1736 – 1772), омъжена за Волфганг Кристоф фон Ст. Андрé (1713 – 1769)
- Кристоф Еберхард Фридрих (1737 – 1792), женен за София Луиза Салома фон Щайн цум Рехтенщайн (1740 – 1811)
- Кристоф Фердинанд III Фридрих (1739 – 1812), женен 1767 г. за фрайин Доротея Регина Елеонора фон Щайн цум Рехенщайн (1744 – 1799)